# Uglesvaler
Uglesvaler (latin: Aegotheli) er fugle.

## Klassifikation
Underorden: Uglesvaler Aegotheli
- Familie Uglesvaler Aegothelidae
  - Hvidbrystet uglesvale, Aegotheles insignis
  - Australsk uglesvale, Aegotheles cristatus
  - Ny Caledonisk-uglesvale, Aegotheles savesi
  - Vatret uglesvale, Aegotheles bennettii
  - Småplettet uglesvale, Aegotheles wallacii
  - Dværguglesvale, Aegotheles archboldi
  - Lille uglesvale, Aegotheles albertisi
  - Floduglesvale, Aegotheles tatei
  - Molukuglesvale, Aegotheles crinifrons